# Premio Settembrini
Il Premio Settembrini è un premio letterario annuale, assegnato su iniziativa di Arnaldo Settembrini a partire dal 1959, a racconti e raccolte di racconti in lingua italiana.
A partire dalla XXIX edizione, il premio ha assunto la denominazione ufficiale Regione del Veneto - Premio letterario Leonilde e Arnaldo Settembrini.

## Storia
Nel 1959 Arnaldo Settembrini, cinque anni dopo la morte della moglie Leonilda Catellani Settembrini, come tributo alla sua memoria di scrittrice, volle organizzare un premio letterario rivolto a racconti e novelle che erano la forma letteraria praticata dalla consorte. Il "Premio Settembrini" fu organizzato da Arnaldo Settembrini sino alla sua morte, avvenuta nel 1985. Da tale anno in poi il concorso fu gestito, eseguendo le precise disposizioni di un lascito testamentario, dalla Regione Veneto assumendo il nome "Regione del Veneto - Premio letterario Leonilde e Arnaldo Settembrini". La sede del premio fu insediata a Mestre, presso Villa Settembrini, anch'essa donata alla Regione Veneto e presso la quale, a partire dal 1991, è stato ripreso il concorso.

## Regolamento
Sono ammesse al concorso esclusivamente opere firmate da un autore unico, pubblicate in Italia e in italiano nei due anni precedenti l'edizione del concorso. Le opere candidabili sono raccolte di novelle (sic) o racconti.
Il Comitato organizzatore, nominato con decreto del Presidente della Giunta regionale nomina una giuria tecnica che seleziona, tra le opere candidate, le tre finaliste. Una giuria di lettori decreta, tra i tre finalisti, il vincitore del premio.

## Edizioni
Di seguito vengono elencati i vincitori di tutte le edizioni, a partire dalla prima, tenutasi nel 1959, e i membri delle rispettive giurie.

### Anni 1950
1959
La giuria, composta da Italo Calvino, Aldo Camerino, Ugo Facco de Lagarda, Enrico Falqui, presieduta da Aldo Palazzeschi, ha assegnato il premio a Aldo De Jaco per l'opera Una settimana eccezionale.

### Anni 1960
1960
La giuria, composta da Italo Calvino, Aldo Camerino, Ugo Facco de Lagarda, Enrico Falqui, presieduta da Aldo Palazzeschi, ha assegnato il premio a Libero de Libero per l'opera Il guanto nero.
1961
La giuria, composta da Italo Calvino, Aldo Camerino, Ugo Facco de Lagarda, Enrico Falqui, presieduta da Aldo Palazzeschi, ha assegnato il premio a Tommaso Landolfi per l'opera Racconti.
1962
La giuria, composta da Aldo Camerino, Ugo Facco de Lagarda, Enrico Falqui , presieduta da Aldo Palazzeschi, ha assegnato il premio a Stelio Mattioni per l'opera Il sosia.
1963
La giuria, composta da Aldo Camerino, Ugo Facco de Lagarda, Enrico Falqui, Giuseppe Longo, presieduta da Aldo Palazzeschi, ha assegnato il premio a Giuseppe Marotta per l'opera Le milanesi.
1964
La giuria, composta da Aldo Camerino, Ugo Facco de Lagarda, Enrico Falqui, Giuseppe Longo, presieduta da Aldo Palazzeschi, ha assegnato il premio a Vittorio Del Gaizo per l'opera La cabala.
1965
La giuria, composta da Aldo Camerino, Ugo Facco de Lagarda, Giuseppe Longo, Giuseppe Lanza, presieduta da Aldo Palazzeschi, ha assegnato il premio a Francesco Chiesa per l'opera Altri racconti.
1966
La giuria, composta da Dino Buzzati, Ugo Facco de Lagarda, Ugo Fasolo, Diego Valeri, presieduta da Aldo Palazzeschi, ha assegnato il premio a Domenico Rea per l'opera I racconti.
1967
La giuria, composta da Dino Buzzati, Ugo Facco de Lagarda, Ugo Fasolo, Diego Valeri, presieduta da Aldo Palazzeschi, ha assegnato il premio a Roberto Ridolfi per l'opera La parte davanti.
1968
La giuria, composta da Dino Buzzati, Ugo Facco de Lagarda, Ugo Fasolo, Diego Valeri, presieduta da Aldo Palazzeschi ha assegnato il premio a Guglielmo Petroni per l'opera Le macchie di Donato.
1969
La giuria, composta da Dino Buzzati, Ugo Facco de Lagarda, Ugo Fasolo, Diego Valeri, presieduta da Aldo Palazzeschi, ha assegnato il premio a Antonio Barolini per l'opera L'ultima contessa di famiglia.

### Anni 1970
1970
La giuria, composta da Dino Buzzati, Carlo Della Corte, Ugo Facco de Lagarda, Ugo Fasolo, presieduta da Diego Valeri, con Aldo Palazzeschi quale presidente onorario, ha assegnato il premio a Giuseppe Raimondi per l'opera Il nero e l'azzurro.
1971
La giuria, composta da Dino Buzzati, Carlo Della Corte, Ugo Facco de Lagarda, Ugo Fasolo, presieduta da Diego Valeri, ha assegnato il premio a Lanfranco Orsini per l'opera Le anestesie.
1972
La giuria, composta da Gian Antonio Cibotto, Carlo Della Corte, Ugo Facco de Lagarda, Ugo Fasolo, presieduta da Diego Valeri, ha assegnato il premio a Aldo Rosselli per l'opera Episodi di guerriglia urbana.
1973
La giuria, composta da Gian Antonio Cibotto, Carlo Della Corte, Ugo Facco de Lagarda, Ugo Fasolo, presieduta da Diego Valeri, ha assegnato il premio a Elena Croce per l'opera In visita.
1974
La giuria, composta da Gian Antonio Cibotto, Carlo Della Corte, Ugo Facco de Lagarda, Ugo Fasolo, presieduta da Diego Valeri, ha assegnato il premio a Mario Picchi per l'opera Ritratto di famiglia.
1975
La giuria, composta da Gian Antonio Cibotto, Carlo Della Corte, Ugo Facco de Lagarda, Ugo Fasolo, presieduta da Diego Valeri ha assegnato il premio a Ginevra Bompiani per l'opera La specie del sonno.
1976
La giuria, composta da Diego Valeri, Gian Antonio Cibotto, Carlo Della Corte, Ugo Fasolo, presieduta da Ugo Facco de Lagarda, ha assegnato il premio a Massimo Grillandi per l'opera La muraglia alidosia.
1977
La giuria, composta da Luigi Baldacci, Ginevra Bompiani, Gian Antonio Cibotto, Massimo Grillandi, Claudio Marabini, Stelio Mattioni, Pier Maria Pasinetti, presieduta da Ugo Facco de Lagarda, ha assegnato il premio a Alberto Vigevani per l'opera La Lucia dei giardini.
1978
La giuria, composta da Luigi Baldacci, Ginevra Bompiani, Gian Antonio Cibotto, Gianni Crovato, Massimo Grillandi, Claudio Marabini, Stelio Mattioni, Pier Maria Pasinetti, presieduta da Ugo Facco de Lagarda, ha assegnato il premio a Mario Pomilio per l'opera Il cane sull'Etna.
1979
La giuria, composta da Luigi Baldacci, Gian Antonio Cibotto, Gianni Crovato, Massimo Grillandi, Claudio Marabini, Stelio Mattioni, Pier Maria Pasinetti, presieduta da Ugo Facco de Lagarda, ha assegnato il premio a Paolo Barbaro per l'opera Passi d'uomo.

### Anni 1980
1980
La giuria, composta da Luigi Baldacci, Gian Antonio Cibotto, Gianni Crovato, Massimo Grillandi, Claudio Marabini, Stelio Mattioni, Pier Maria Pasinetti, presieduta da Ugo Facco de Lagarda, ha assegnato il premio a Gino Nogara per l'opera L'Anonimo in soffitta ed altri racconti.
1981
La giuria, composta da Luigi Baldacci, Gian Antonio Cibotto, Gianni Crovato, Massimo Grillandi, Claudio Marabini, Stelio Mattioni, Pier Maria Pasinetti, presieduta da Ugo Facco de Lagarda, ha assegnato il premio a Antonio Debenedetti per l'opera Ancora un bacio.
1982
La giuria, composta da Gian Antonio Cibotto, Gianni Crovato, Massimo Grillandi, Claudio Marabini, Stelio Mattioni, presieduta da Ugo Facco de Lagarda, ha assegnato il premio a Beatrice Solinas Donghi per l'opera Gli sguardi.
1983
La giuria, composta da Gianni Crovato, Massimo Grillandi, Claudio Marabini, Stelio Mattioni, Ivo Prandin, presieduta da Gian Antonio Cibotto, ha assegnato il premio a Michelangelo Antonioni per l'opera Quel bowling sul Tevere.
1984
La giuria, composta da Paolo Barbaro, Massimo Grillandi, Claudio Marabini, Stelio Mattioni, Ivo Prandin, presieduta da Gian Antonio Cibotto, ha assegnato il premio a Carlo Coccioli per l'opera Uno e altri amori.
1985
La giuria, composta da Paolo Barbaro, Massimo Grillandi, Claudio Marabini, Stelio Mattioni, Ivo Prandin, presieduta da Gian Antonio Cibotto, ha assegnato il premio a Neri Pozza per l'opera Personaggi e interpreti.
1986
La giuria, composta da Paolo Barbaro, Massimo Grillandi, Claudio Marabini, Stelio Mattioni, Ivo Prandin, presieduta da Gian Antonio Cibotto, ha assegnato il premio a Giorgio Manganelli per l'opera Tutti gli errori.

### Anni 1990
1991
La giuria, composta da Paolo Barbaro, Lauro Bergamo, Enrico Berti, Carlo Ossola, Nantas Salvalaggio, Renzo Zorzi, presieduta da Gian Antonio Cibotto, ha assegnato il premio a Alessandro Tamburini per l'opera Nel nostro primo mondo.
1992
La giuria, composta da Paolo Barbaro, Lauro Bergamo, Enrico Berti, Claudio Marabini, Renato Minore, Renzo Zorzi, presieduta da Gian Antonio Cibotto, ha assegnato il premio a Salvatore Mannuzzu per l'opera La figlia perduta.
1993
La giuria, composta da Paolo Barbaro, Isabella Bossi Fedrigotti, Renato Minore, Gabriella Ziani, Renzo Zorzi, presieduta da Gian Antonio Cibotto, ha assegnato il premio a Michele Mari per l'opera Euridice aveva un cane.
1994
La giuria, composta da Paolo Barbaro, Claudio Marabini, Renato Minore, Giorgio Pullini, Renzo Zorzi, presieduta da Gian Antonio Cibotto, ha assegnato il premio a Giuseppe Pontiggia per l'opera Vite di uomini non illustri.
1995
La giuria, composta da Paolo Barbaro, Claudio Marabini, Renato Minore, Giorgio Pullini, Gabriella Ziani, Renzo Zorzi, presieduta da Gian Antonio Cibotto, ha assegnato il premio a Fabrizia Ramondino per l'opera In viaggio.
1996
La giuria, composta da Paolo Barbaro, Claudio Marabini, Renato Minore, Giorgio Pullini, Gabriella Ziani, Renzo Zorzi, presieduta da Gian Antonio Cibotto, ha assegnato il premio a Giuseppe Zigaina per l'opera Verso la laguna.
1997
La giuria, composta da Paolo Barbaro, Claudio Marabini, Renato Minore, Giorgio Pullini, Gabriella Ziani, Renzo Zorzi, presieduta da Gian Antonio Cibotto, ha assegnato il premio a Manlio Cecovini per l'opera Assieme all'albero che deve morire.
1998
La giuria, composta da Paolo Barbaro, Claudio Marabini, Renato Minore, Giorgio Pullini, Gabriella Ziani, Renzo Zorzi, presieduta da Gian Antonio Cibotto, ha assegnato il premio a Francesca Sanvitale per l'opera Separazioni.
1999
La giuria, composta da Paolo Barbaro, Claudio Marabini, Renato Minore, Giorgio Pullini, Gabriella Ziani, Renzo Zorzi, presieduta da Gian Antonio Cibotto, ha assegnato il premio a Tiziano Scarpa per l'opera Amore©.

### Anni 2000
2000
La giuria, composta da Paolo Barbaro, Claudio Marabini, Renato Minore, Giorgio Pullini, Gabriella Ziani, Renzo Zorzi, presieduta da Gian Antonio Cibotto, ha assegnato il premio a Stefano Malatesta per l'opera Il cane che andava per mare.
2001
La giuria, composta da Paolo Barbaro, Laura Lepri, Claudio Marabini, Renato Minore, Giorgio Pullini, Renzo Zorzi, presieduta da Gian Antonio Cibotto, ha assegnato il premio a Gianni Celati per l'opera Cinema naturale.
2002
La giuria, composta da Mario Baudino, Michelangelo Bellinetti, Francesco Cevasco, Laura Lepri, Claudio Marabini, Giorgio Pullini, presieduta da Gian Antonio Cibotto, ha assegnato il premio a Cino Boccazzi per l'opera Le donne blu e altre storie.
2003
La giuria, composta da Mario Baudino, Michelangelo Bellinetti, Francesco Cevasco, Laura Lepri, Claudio Marabini, Giorgio Pullini, presieduta da Gian Antonio Cibotto, ha assegnato il premio a Isabella Bossi Fedrigotti per l'opera La valigia del signor Budischowsky.
2004
La giuria, composta da Mario Baudino, Michelangelo Bellinetti, Francesco Cevasco, Laura Lepri, Claudio Marabini, Giorgio Pullini, presieduta da Gian Antonio Cibotto, ha assegnato il premio a Guido Conti per l'opera Un medico all’opera.
2005
La giuria, composta da Mario Baudino, Michelangelo Bellinetti, Francesco Cevasco, Laura Lepri, Claudio Marabini, Giorgio Pullini, presieduta da Gian Antonio Cibotto, ha assegnato il premio a Gianfranco Scarpari per l'opera Una corsa nel tempo.
2006
La giuria, composta da Mario Baudino, Michelangelo Bellinetti, Francesco Cevasco, Laura Lepri, Claudio Marabini, Giorgio Pullini, presieduta da Gian Antonio Cibotto, ha assegnato il premio a Marco Lodoli per l'opera Bolle.
2007
La giuria, composta da Mario Baudino, Michelangelo Bellinetti, Francesco Cevasco, Laura Lepri, Claudio Marabini, Giorgio Pullini, presieduta da Gian Antonio Cibotto, ha assegnato il premio a Elena Varvello per l'opera L'economia delle cose.
2008
La giuria, composta da Mario Baudino, Michelangelo Bellinetti, Laura Lepri, Claudio Marabini, Giancarlo Marinelli, Giorgio Pullini, presieduta da Gian Antonio Cibotto, ha assegnato il premio a Paolo Cognetti per l'opera Una piccola cosa che sta per esplodere.
2009
La giuria, composta da Mario Baudino, Michelangelo Bellinetti, Laura Lepri, Claudio Marabini, Giancarlo Marinelli, Giorgio Pullini, presieduta da Gian Antonio Cibotto, ha assegnato il premio a Mario Andrea Rigoni per l'opera Dall'altra parte.

### Anni 2010
2010
La giuria, composta da Tiziana Agostini, Mario Baudino, Michelangelo Bellinetti, Laura Lepri, Giancarlo Marinelli, presieduta da Giorgio Pullini, con Gian Antonio Cibotto quale presidente onorario, ha assegnato il premio a Antonietta Pastore per l'opera Leggero il passo sui tatami.
2011
La giuria, composta da Tiziana Agostini, Mario Baudino, Michelangelo Bellinetti, Laura Lepri, Giancarlo Marinelli, presieduta da Giorgio Pullini, con Gian Antonio Cibotto quale presidente onorario, ha assegnato il premio a Giulio Mozzi per l'opera Sono l'ultimo a scendere (e altre storie credibili).
2012
La giuria, composta da Tiziana Agostini, Mario Baudino, Laura Lepri, Giancarlo Marinelli, Enrico Palandri, presieduta da Giorgio Pullini, con Gian Antonio Cibotto quale presidente onorario, ha assegnato il premio a Roberto Piumini per l'opera L'amatore.
2013
La giuria, composta da Tiziana Agostini, Mario Baudino, Laura Lepri, Giancarlo Marinelli, Enrico Palandri, Angelo Tabaro, presieduta da Giorgio Pullini, con Gian Antonio Cibotto quale presidente onorario, ha assegnato il premio a Laurana Berra, con l'opera La guerra, finalmente!
2014
La giuria, composta da Tiziana Agostini, Emanuela Carbé, Giancarlo Marinelli, Simona Nobili, Maria Pia Pagni, Enrico Palandri, presieduta da Giorgio Pullini, ha assegnato il premio a Andrea Bajani per l'opera La vita non è in ordine alfabetico.
2016
La giuria, composta da Emanuela Carbé, Massimiliano Forza, Simona Nobili, Manlio Piva, presieduta da Giancarlo Marinelli, ha assegnato il premio a Bruno Gambarotta per l'opera Non si piange sul latte macchiato.
2017
La giuria, composta da Emmanuela Carbè, Massimiliano Forza, Simona Nobili, Manlio Piva, presieduta da Giancarlo Marinelli, ha assegnato il premio a Furio Bordon per l'opera Stanze di famiglia.
2018
La giuria, composta da Emmanuela Carbè, Simona Nobili, Manlio Piva, Massimiliano Forza, presieduta da Giancarlo Marinelli, ha assegnato il premio a Enrico Remmert per l'opera La guerra dei Murazzi.
2019
La giuria, composta da Emmanuela Carbè, Simona Nobili, Manlio Piva, Massimiliano Forza, presieduta da Giancarlo Marinelli, ha assegnato il premio a Marco Marrucci per l'opera Ovunque sulla terra gli uomini.

### Anni 2020
2020
La giuria, composta da Emmanuela Carbè, Simona Nobili, Manlio Piva, Massimiliano Forza, presieduta da Giancarlo Marinelli, ha assegnato il premio a Paolo Pergola per l'opera Attraverso la finestra di Snell. Storie di animali e degli umani che li osservano (Italo Svevo edizioni).
2021
La giuria, composta da Simona Nobili, Manlio Piva, Massimiliano Forza, Maria Grazia Tornisiello, presieduta da Giancarlo Marinelli, ha assegnato il premio a Francesca Marciano per l'opera Animal Spirit (Mondadori).
2022
La giuria, composta da Simona Nobili, Manlio Piva, Massimiliano Forza, Maria Grazia Tornisiello, presieduta da Giancarlo Marinelli, ha assegnato il premio a Valeria Della Valle per l'opera La strada sognata (Einaudi).
2023
La giuria, composta da Simona Nobili, Manlio Piva, Massimiliano Forza, Maria Grazia Tornisiello, presieduta da Giancarlo Marinelli, ha assegnato il premio a Giuliano Citti per l'opera All'ombra del Matajur. Le valli del Natisone tra realtà e illusione. Racconti di confine (Kappa Vu).
2024
La giuria, composta da Simona Nobili, Manlio Piva, Massimiliano Forza, Maria Grazia Tornisiello, presieduta da Giancarlo Marinelli, ha assegnato il premio a Michele Orti Manara per l'opera Cose da fare per farsi del male (Giulio Perrone Editore).

## Premio Giuria giovani
Dal 1999 al 2007, nell'alveo del Premio Settembrini, è stato assegnato il "Premio Giuria giovani" i cui vincitori sono elencati di seguito.
1999Premio assegnato a Gino Pastega per l'opera I giochi della sorte.
2000Premio assegnato a Eraldo Baldini per l'opera Gotico rurale.
2001Premio assegnato a Enrico Brizzi per l'opera Lorenzo Marzaduri, L'altro nome del rock.
2002Premio assegnato a Christian Raimo per l'opera Latte.
2003Premio assegnato a Cesare De Marchi per l'opera Fuga a Sorrento.
2004Premio assegnato a Silvia Moscati per l'opera Camera e colazione a Casamia.
2005Premio assegnato a Paolo Mameli per l'opera Storie così....
2006Premio assegnato a Alberto Zampieri per l'opera Racconti rubati.
2007Premio assegnato a Alessandra Montrucchio per l'opera Fuoco, vento, alcol.